# Epsilon Orionis
Pour les articles homonymes, voir Epsilon (homonymie).
Désignations
Alnilam, ou Epsilon Orionis (ε Ori / ε Orionis) dans la désignation de Bayer, est une étoile supergéante de la constellation d'Orion.
Elle est la 30e étoile la plus brillante dans le ciel (et la 4e plus brillante d'Orion). Étant une étoile supergéante de couleur bleu-blanc, elle est l'une des étoiles les plus lumineuses connues. Elle est l'étoile du milieu de la ceinture d'Orion.
Alnilam est également l'une des 57 étoiles utilisées en navigation astronomique. Pour des observateurs se situant près de l'Équateur, elle se situe au plus haut dans le ciel le 15 décembre vers minuit.

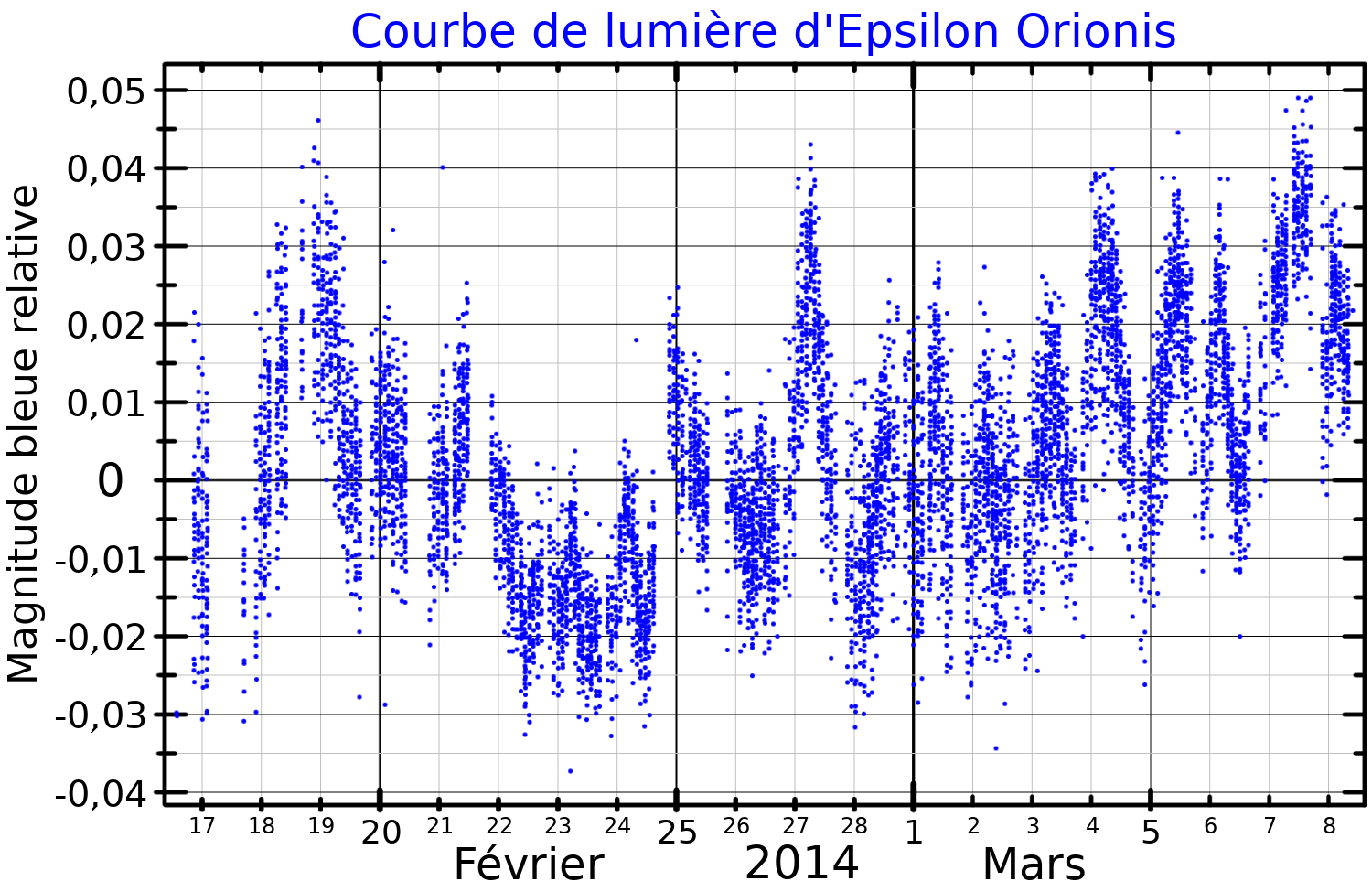
Une courbe de lumière de Epsilon Orionis, adaptée de Krtička and Feldmeier (2018)

Cette étoile devrait passer au stade de supergéante rouge et exploser en supernova. Elle est entourée d'un nuage moléculaire, NGC 1990, qu'elle éclaire pour former une nébuleuse par réflexion. Ses vents stellaires peuvent atteindre les 2 000 km/s ce qui cause des pertes de masse 20 millions de fois supérieures à celles que subit le Soleil.
Alnilam est une étoile variable de type Alpha Cygni, avec une variation d'une amplitude de 0,1 magnitude. Elle a une température de 26 540 K, et est 419 600 fois plus lumineuse que le Soleil.

## Noms
Alnilam est le nom propre de l'étoile qui a été approuvé par l'Union astronomique internationale le 20 juillet 2016. Il s'agit d'un nom traditionnel qui, en arabe, signifie « rang de perles ». 
Sa désignation de Flamsteed est 46 Orionis.